# I'm a Slave 4 U
"I'm a Slave 4 U" (2001) is de eerste single van het album Britney, door popzangeres Britney Spears.
Het nummer wordt vaak gezien als een mijlpaal in Spears' carrière, vanwege de videoclip, de tekst en r&b-tint. De single is waarschijnlijk het bekendst van de videoclip, die ervoor heeft gezorgd dat Spears' imago totaal veranderde van braaf schoolmeisje in sexy en uitdagend.
Het nummer werd op 26 oktober 2001 haar zesde Alarmschijf en haar zevende top 10-hit. De single stond negen weken in de Nederlandse Top 40.

## Remixes/officiële versies
- Albumversie 3:24
- Instrumentale versie 3:23
- Dave Audé Slave Driver Mix 5:51
- Thunderpuss Mixshow Edit 6:15
- Thunderpuss Club Mix 8:45

De Europese cd-single bevat naast de albumversie, een instrumentale versie van "I'm a Slave 4 U" en "Intimidated" en een interview.
| I'm a Slave 4 U in de Nederlandse Top 40 | I'm a Slave 4 U in de Nederlandse Top 40 | I'm a Slave 4 U in de Nederlandse Top 40 | I'm a Slave 4 U in de Nederlandse Top 40 | I'm a Slave 4 U in de Nederlandse Top 40 | I'm a Slave 4 U in de Nederlandse Top 40 | I'm a Slave 4 U in de Nederlandse Top 40 | I'm a Slave 4 U in de Nederlandse Top 40 | I'm a Slave 4 U in de Nederlandse Top 40 | I'm a Slave 4 U in de Nederlandse Top 40 | I'm a Slave 4 U in de Nederlandse Top 40 |
| Week                                     | 1                                        | 2                                        | 3                                        | 4                                        | 5                                        | 6                                        | 7                                        | 8                                        | 9                                        | 10                                       |
| ---------------------------------------- | ---------------------------------------- | ---------------------------------------- | ---------------------------------------- | ---------------------------------------- | ---------------------------------------- | ---------------------------------------- | ---------------------------------------- | ---------------------------------------- | ---------------------------------------- | ---------------------------------------- |
| Positie                                  | 37                                       | 11                                       | 6                                        | 6                                        | 8                                        | 9                                        | 17                                       | 28                                       | 31                                       | uit                                      |